# 기계중학교
기계중학교(杞溪中學校)는 대한민국 경상북도 포항시 북구 기계면 현내리에 있는 공립 중학교이다.

## 학교 연혁
- 1954년 5월 17일 : 기계중학교 설립인가 (6학급)
- 1954년 6월 9일 : 기계중학교 개교
- 1954년 8월 3일 : 박영식 초대 교장 취임
- 1993년 3월 1일 : 중학교 학칙 변경(9학급)
- 1999년 3월 1일 : 기북분교장, 상옥분교장 편입
- 2007년 10월 19일 : 경상북도교육청지정 혁신 연구학교 공개
- 2009년 9월 1일 : 체육관 준공, 테니스장 이전
- 2009년 9월 29일 : 다목적강당 개관
- 2011년 5월 1일 : 급식동(급식소, 도서관, 음악실, 미술실) 준공
- 2021년 3월 1일 : 기계중학교 상옥분교장 폐교
- 2023년 3월 1일 : 윤은경 교장 취임(중학교 제36대)
- 2024년 1월 4일 : 제69회 졸업식(14명, 누계 9,121명)
- 2024년 3월 4일 : 입학식(남 3명, 여 4명 계 7명)

## 참고 자료
- 기계중학교 - 한국교육학술정보원 학교알리미